# 이누야샤의 등장인물 목록
이 문서는 타카하시 루미코 원작 만화 작품인 이누야샤에 등장하는 가공의 인물을 소개한다. 참고로 원작 만화 한국어 정식 번역판에서는 일본명을 그대로 사용했지만 한국어 더빙판 애니메이션에서는 몇몇 등장인물 이름을 한국식으로 로컬라이징했다. 《예: 카고메(원작 만화) → 유가영(한국어 더빙판 애니메이션)》 또한 한국어 더빙판 애니메이션에서는 미로쿠, 나라쿠처럼 한자발음이 일본식인 캐릭터들을 미륵, 나락처럼 한국식 독음으로 바꿨다.

## 주요 인물

### 이누야샤 일행
이누야샤(犬夜叉)
성우: 야마구치 캇페이 / 강수진
본작의 주인공이다.
히구라시 카고메(日暮かごめ)(한국어 더빙판 로컬라이징 이름 - 유가영)
성우: 유키노 사츠키 / 정미숙
본작의 여주인공으로, 키쿄우의 환생이다.
미로쿠(弥勒)(한국어 더빙판 로컬라이징 이름 - 미륵)
성우: 츠지타니 코지 / 구자형
산고(珊瑚)
성우: 쿠와시마 호우코 / 우정신
싯포(七宝)
성우: 와타나베 쿠미코 / 이선호
키라라
산고와 같이 다니는 고양이 요괴이다. 묵묵히 일행을 지켜주며 불만이 없다. 평소에는 귀여운 아기 고양이의 모습이지만 전투시에는 거대해지며, 산고를 비롯한 이누야샤 일행을 태우고 하늘을 난다. 말은 못하지만 사람이 하는 말은 알아듣는다. 무녀 자연과 함께 다녔을 정도로 연륜이 깊은 요괴로, 보기보다 나이가 많다. 이누야샤 일행이 가장 믿고 신뢰하는 요괴로써 그 신뢰에 어긋나지 않게 결코 배신하지 않는다.

### 이누야샤 일행의 주요 협력자
카에데(한국어 더빙판 로컬라이징 이름 - 금사매)
성우: 쿄다 나오코 / 오주연(어린시절) / 성선녀(노인시절)
하치에몽
성우: 박영화, 이누야샤 극장판 현경수
미로쿠의 사제(師弟)로, 겉모습은 너구리인데 사람처럼 말하고, 두 다리로 서서 다닌다. 처음에는 미로쿠와 함께 다녔지만 미륵이 이누야샤 일행에 합류한 후로부터는 가끔씩 등장한다. 동료들한테는 가끔이라도 큰 도움을 준다.
키쿄우(한국어 더빙판 로컬라이징 이름 - 금강)
성우: 히다카 노리코 / 서혜정
이누야샤의 첫사랑이었던 무녀. 이누야샤가 가장 사랑한 연인(48권, 완결편 10화 참조). 히구라시 카고메과 똑같이 이누야샤를 좋아한다. 사실 카고메의 전생(前生)이다.

### 셋쇼마루 일행
셋쇼마루
성우: (한)김승준 (일)나리타 켄
이누야샤의 이복형제. 이누야샤의 형이다. 반요인 이누야샤와는 달리 완전한 요괴이다.
쟈켄
성우: 쵸(나가시마 유이치) / 탁원제
셋쇼마루의 부하. 셋쇼마루를 항상 그림자처럼 붙어 다니고 인두장을 무기로 사용한다. 강인한 대요괴인 셋쇼마루를 존경하고 그를 따르는 것에 자부심을 가지고 있다. 처음에는 이누야샤를 무시했었지만 링과 함께 다니면서 서서히 따뜻한 면모를 가지게 되고 차츰 그 요괴의 경계도 무너진다. 싯포랑 우스꽝스러운 모습도 자주 보여준다.
링
성우: 노토 마미코 / 소연, 이누야샤 극장판 이용신, 이누야샤 완결편 이재현
아웅
셋쇼마루가 데리고 있는 두 개의 머리를 가진 용요괴로, 말처럼 링과 쟈켄이 타고 다닌다. 입에서 번개 전격을 토해내고 꽤 강하며 인간의 말을 알아듣는다. 아웅이라는 이름은 링이 지어준 것으로 울음소리에서 따온 이름이다.

### 요랑족 (謠狼族)
코우가
성우: 마츠노 다이키 / 엄상현, 이누야샤 완결편 임경명
동쪽 요랑족의 족장.
긴타(은랑) & 핫카쿠(백각)
성우 : 요시노 히로유키, 키시노 다이스케/ 전광주, 윤세웅, 이누야샤 완결편 박서진, 서원석
코우가와 행동을 같이하는 동료이자 요랑족의 일원으로 코우가 때문에 고생이 이만저만이 아닌데다 위험에 처하면 서로 책임을 떠넘기고 도망을 치기도 하는 편이나 코우가에 대한 신뢰는 버리지 않는 편이다. 카고메에게 '누님' 이라 부르기도 한다.안 든건지 못 든건지 코우가가 쇳붙이에 깔렸는데 안들었다.
아야메
성우 : 카카즈 유미 / 조영미
요랑족 장로의 딸로, 코우가의 옛 약혼녀이기도 한 아가씨이다. 어린시절 위기에 처했을 때 코우가로부터 구조를 받았으며 코우가에게 애정심을 갖고있다. 코우가가 인간인 카고메에게 호감을 갖게되자 질투심을 느끼며 싫어하였다. 애니메이션 완결편 마지막에 코우가와 결혼한다. 원작엔 등장하지 않는 애니메이션 오리지널 캐릭터.
식인 늑대무리
코우가를 따르며 사람을 잡아먹는 늑대무리. 링을 물어뜯어 죽인다.
하지만 코우가가 카고메를 좋아하고 인간에게 너그러워지자 사람을 잡아먹지 않고 동물이나 물고기 등 다른것을 먹게 된다.

### 나라쿠 일행
나라쿠(한국어 더빙판 로컬라이징 이름 - 나락)
성우 : 모리카와 토시유키 / 홍시호, 이누야샤 완결편 최낙윤

#### 나라쿠의 분신들
칸나
성우 : 유카나 / 오주연, 이누야샤 극장판 이용신(2기), 이누야샤 완결편 김민정
나라쿠가 만든 첫 번째 분신이며, 어려보이지만 카구라의 언니다. 총기가 없는 검은 눈동자와 하얀 옷을 입고 있다. 감정을 표현하지 못한다. 칸나의 거울은 혼을 빼앗거나 공격을 되돌리는 능력이 있다. 그거를 생각하면 카구라를 뛰어넘는 존재다. 최후에는 이누야샤 일행과 함께 죽으라는 나라쿠의 지시를 받고 거대한 거울요괴를 내세워 이누야샤 일행이 거울요괴를 공격할 때마다 공격을 대신 받아 그 부위가 갈라지고 파손된다. 결국 카고메와 이누야샤의 따뜻함을 깨닫고 카구라의 죽음이 시발점이 되어서 나락을 제거할 단서를 카고메에게 전하고 온몸이 유리처럼 깨져 최후를 맞는다. 이누야샤 일행이 두 번째로 마음을 연 적.
카구라(한국어 더빙판 로컬라이징 이름 - 카라)
성우 : 오오가미 이즈미 / 소연, 이누야샤 완결편 이명희
나라쿠의 두 번째 분신이다. 바람과 부채를 자유롭게 사용한다. 카구라의 심장은 나라쿠에게 있어 마음대로 행동하지 못한다. 자유를 얻기 위해 나라쿠를 배신하고 제거할 기회를 찾고 있다. 최후에는 심장을 되찾으나 나라쿠의 공격(독기)으로 중상을 입고 셋쇼마루가 보는 앞에서 편안히 숨을 거둔다. 나라쿠의 분신 중에 최초로 이누야샤 일행과 셋쇼마루에게 자비와 따뜻함을 받았다. 이누야샤 일행이 마음을 연 거의 최초의 적이였다. 이누야샤 5기부터는 이누야샤 일행과 셋쇼마루 일행에게 거의 해를 끼친적이 없다.
고신키
성우 - 사토 쇼지 / 엄상현
나라쿠의 세 번째 분신이다. 겉모습은 큰 덩치를 가진 괴물이나 덩치에 어울리지 않게 스피드가 빠르고 인간의 마음을 읽는 능력이 있으며 상대방의 공격패턴을 미리 알아내어 이를 피하고 방어하거나 역이용하는 특기가 있다. 하지만 철쇄아의 봉인해제로 완전한 요괴로 각성한 이누야샤에 의해 참패하여 비참한 최후를 맞이한다. 죽은 후 그의 이빨은 투귀신의 재료가 된다.
쥬로마루 & 카게로마루(한국어 더빙판 로컬라이징 이름 - 쥬로 & 카로)
성우 - 야마자키 타쿠미 / 장광
나라쿠의 넷째, 다섯째 분신이다. 보통 인간처럼 생긴 쥬로마루의 몸 안에 카게로마루가 들어가있다. 쥬로마루는 빠른 공격을 취하는 편이나 카게로마루는 앙팔에 달린 날카로운 무기로 잔인한 공격을 취하는 편이다. 잔인한 공격을 거듭하면서 계속 공격하다가 코우가와 이누야샤가 협력하여서 공격하지만 매우 강해서 속수무책이였다가 이누야샤의 검압으로 인해서 속수무책으로 거의 한방에 당하고 죽는다. 쥬로마루가 동생이고 카게로마루가 형이다.
몽환의 바쿠야
성우 : 마도노 미츠아키 / 박서진
나라쿠의 일곱번째 분신이다. 커다란 종이학을 타고 다니며, 셋쇼마루에게는 말을 높인다. 나라쿠에게 죽기 싫어서 필사적으로 복종하고 있지만 나라쿠의 일을 귀찮아하고 손짓을 기분나빠하는 등 마음에 안들어한다. 하지만 살아남기 위해서 나라쿠의 명령은 필사적으로 다 듣고 이행한다. 마지막엔 나라쿠의 몸에서 이누야샤의 명도잔월파 기술을 베껴 카고메를 벤 뒤 이누야샤의 명도잔월파를 맞고 목숨을 잃는다.
하쿠도시
성우 : 코바야시 아이 / 이주연, 이누야샤 완결편 이미나
나라쿠의 여섯번째 분신인 갓난애기가 둘로 분할되면서 오른쪽 절반에서 태어난 요괴로 자신은 나라쿠의 사생아라고 떠든다. 언월도를 사용하며 타인을 조종하는 능력을 가졌으며 나라쿠와 매우 판박이격인 인물이다. 거대한 말 요괴(요마:염제)를 타고 다닌다. 사람을 죽인다거나 아무 죄 없는 요괴들을 죽이는 등 대부분의 잔인한 짓은 다 하고 다녔다. 나라쿠를 죽이고 자신이 대신할 욕심이 있었으나 발각되고 결국에는 나라쿠, 이누야샤와 미로쿠의 풍혈에 의해서 죽고 만다.
모료마루
성우 : 테라소마 마사키 / 이누야샤 완결편 심정민
하쿠도시에 의해 탄생한 요괴. 원래는 자아능력(自我能力)이 없는 상태였으나 칸나가 갓난아기를 투입시키면서 자아가 생겨났고 다른 요괴가 접촉하면 흡수할 수 있는 능력이 있다. 온갖 강력한 요괴는 다 섭취하고 잠깐 나라쿠를 흡수하나 결국 몸속에서 나라쿠에 의해서 다시 흡수가 되고 만다.
갓난아기(나라쿠의 심장)
성우 : 코바야시 아이 / 이주연, 이누야샤 완결편 이미나
백령산에서 태어난 나라쿠의 분신으로 요람에 싸인 갓난아기의 모습을 하고 있으며 정체는 나라쿠의 심장 역할을 하는 존재였다. 갓난아기라는 특성 때문에 항상 카구라와 함께 행동을 같이했으나 나중에는 하쿠도시에게 자리를 잡았다. 나라쿠의 분신들 중에서 유일하게 본명이 없다.

### 칠인대 (七人隊)
본래 7명의 용병으로 불리었지만 온갖 살인과 약탈을 일삼다가 지방 영주들로부터 포로가 되어 7명 모두 참형되었다가(후에 지방영주들은 사혼의 조각에 의하여 부활한 칠인대(시치닌타이)에 의하여 죽임을 당한다.) 그들의 혼(魂)을 달래는 목적으로 지어졌다는 무덤인 '칠인총(七人塚)'에 합장되어 고인(故人)이 된 전설 속의 용병들. 하지만 이누야샤 일행을 노리는 나라쿠에 의해 사혼의 구슬조각의 힘을 얻어 부활하게 된 이들은 나라쿠의 명령에 따라 이누야샤 일행을 노리는 함정 역할을 맡게 되었다. 하지만 멤버 중 렌코츠가 칠인대를 배신하게 되고 이누야샤가 이들을 모두 물리침에 따라 다시 고인(故人)으로 되돌아간다.
쿄코츠 (凶骨)
성우 : 故 고오리 다이스케/시영준
칠인대 멤버 중 한 명이며 가장 먼저 작품에 모습을 드러낸 인물. 커다란 덩치의 거인(巨人)요괴이며 무기로 쇠철구를 사용하고 있고 인간을 비롯해 요괴, 도깨비 등 어느 존재 하나 가리지 않고 닥치는대로 잡아먹는 왕성한 식욕을 가지며 힘을 기르게 되었지만 코우가에 의해 칠인대 중 최초로 죽음을 맞이한다. 칠인대 중에서도 가장 최약체(最弱體)로 알려졌다.
쟈코츠 (蛇骨)
성우 : 오리카사 아이/양정화
칠인대 멤버 중 한 명이자 돌격대장. 색기, 살기, 치기가 넘치는 남색가로 성별상 남자이지만 동성애(同性愛)를 즐겨하는 특이한 취향을 갖고 있으며 양쪽 눈가에 푸른색 줄무늬가 새겨져 있다. 외모면에서는 마치 여자 분위기를 내고 있을 정도로 여자로 오인하기 쉽지만 행동만큼은 잔인한 성격을 지닌 인물로 사골도(蛇骨刀)라는 대도(大刀)를 가지고 있다. 나라쿠에게 조종당한 코하쿠로부터 이누야샤의 존재를 알게 되면서 이누야샤에게 관심을 갖고 있는 모습을 보이며 동시에 그의 머리에 달린 양쪽 귀를 노리기도 하며 미륵과 셋쇼마루 등의 다른 남자에게도 관심을 보이기도 한다. 본래 칠인총(七人塚)에서 시신으로 안장된 상태에 있었지만 나라쿠가 사혼의 구슬을 주입시키면서 세상에 부활하게 되었다. 그러나 나중에 칠인대를 배신하게 된 동료인 렌코츠에 의해 몸 속에 있던 사혼의 구슬이 빠지게 되면서 죽음을 맞이한다. 향년 20세.
원래 여자였는데 이누야샤에게 맞는 장면,잔인함 등의 이유로 남자로 수정되었다고 한다. 그 때문에 얼굴, 몸매 모두 여자처럼 생겼고 성우도 여성들이며 이누야샤 앞에서 앞섶을 푸는 장면까지 있다. 그래서인지 이누야샤와 커플링으로 엮이기도 한다. 드라마 CD에서는 좋은 신부감이라는 말까지 들었을 정도.
무코츠 (霧骨)
성우 : 이나다 테츠/박지훈
칠인대 멤버 중 한 명으로 독기(毒氣)를 다루는 독술사이다. 키가 작고 눈이 튀어나온 두꺼비같은 모습을 한 추남이지만 독기를 다루는 위험한 성격으로 정작 자신은 독기에 면역성이 있기 때문에 독이 전혀 통하지 않는다. 남자를 밝히는 쟈코츠와는 달리 여자를 밝히는 성격이 있으며 한때 이누야샤를 쟈코츠에 넘기고 자신은 카고메를 중독시켜 아내로 삼으려는 역할을 했다. 한때 칠인총에 안장된 시신이었지만 나라쿠가 사혼의 구슬을 주입시킨 영향으로 부활했으나 나중에 셋쇼마루에 의해 반토막나 죽임을 당한다. 상징이 질투라고 나오는데 그 누구한테도 질투한적 없다.
렌코츠 (煉骨)
성우 : 스기타 토모카즈/김영선
칠인대 멤버 중 한 명이며 화염술(火炎術)을 부리는 술사로 화약 및 폭약쪽을 잘 다루기도 한다. 머리가 아주 좋은 편이고 같은 동료인 긴코츠를 개조시키기도 했었으나 한편으로는 탐욕이 많고 의리도 전혀없는 비열한 인물이다. 한때 승려로 변장하며 이누야샤를 제외한 카고메, 미륵, 산고, 싯포를 사찰로 유인하여 이들을 죽이려고도 했으며 나중에는 칠인대를 배신하며 쟈코츠의 몸에 있는 사혼의 구슬조각을 빼내어 쟈코츠를 죽이고 반코츠를 속이려 했었으나 결국엔 배신의 대가로 반코츠에 의해 죽임을 당한다. 향년 24세.
긴코츠 (銀骨)
성우 : 에가와 히사오/김환진
칠인대 멤버 중 한 명으로 몸의 반(半)이상이 기계로 조작되어 있으며 렌코츠에 의해 도끼, 창날, 철퇴, 톱날, 대포 등 예리한 무기를 지니기도 했다. 한때 이누야샤와 맞대결을 벌였다가 박살나게 되면서 렌코츠가 전차로 개조시켰으며 칠인총에 안장된 시신이었지만 그 역시 나라쿠에 의해 사혼의 구슬의 영향으로 부활하게 되었으며 자신을 개조해준 렌코츠를 신뢰하며 코우가하고 싸우는 도중 렌코츠를 지키기 위해 코우가와 함께 자폭해 죽는다.
스이코츠 (睡骨)
성우 : 히라타 히로아키/표영재
칠인대 멤버 중 한 명으로 혈액공포증의 선량한 의사와 잔인한 나찰의 용병이라는 이중인격을 가진 인물. 긴 손톱이 달린 장갑을 가지고 있으며 이중인격이라는 영향 때문에 칠인대 중 유일하게 모습이 바뀌는 성격도 지녔다. 나중에 셋쇼마루와 맞대결을 벌였으나 당시 금강의 파마의 화살을 맞고 움직임이 멈춘 사이에 쟈코츠에 의해 죽음을 맞는다. 향년 26세.
반코츠 (蠻骨)
성우 : 쿠사오 타케시/오인성
칠인대의 대장. 칠인대 중 가장 나이가 어린편이었지만 동료들과 함께라면 전쟁터라도 달려가는 인물로 칠인대의 대장이 된 이유는 가장 강해서라고한다. 살인, 약탈을 즐기는 성격이다. 본래는 쟈코츠와 함께 전생(前生)에서 토벌대에 의해 참수당한 계기로 사망하여 동료들과 함께 칠인총(七人塚)에 안장되었으나 나라쿠가 사혼의 구슬을 주입하면서 세상에 부활하게 되었다. 이마에 십자(十)무늬가 새겨져 있고 댕기머리를 하고 있으며 동료들과 함께 나간다는 굳은 성격 때문에 배신자를 싫어하는 편으로 장정 3명이서 겨우 드는 대도(大刀)인 '참마도 만룡'을 한손으로 들고 다닌다. 나중에 동료들 중 렌코츠가 형인 쟈코츠를 죽게 만들고 칠인대를 배신하게 되며 심지어는 자신을 속이려 하자 결국엔 렌코츠를 배신의 대가로 처단하게 되고 자신은 이누야샤에 의해 큰 타격을 입고 나라쿠가 사혼의 조각을 빼감으로써 죽음을 맞이한다. 향년 17세.

### 현대의 사람들
히구라시 소타(한국어 더빙판 로컬라이징 이름 - 유태영)
성우 : 나카가와 아키코 / 우정신, 이누야샤 완결편 정혜옥, 반요 야샤히메 이주승
히구라시 카고메의 남동생이며 초등학생이다. 착한 성격으로 요괴를 겁낸다. 이누야샤를 형으로 부른다. 마지막에는 중학교에 진학한다.
카고메의 할아버지
성우 : 마쓰오 긴조 → 스즈키 카츠미 / 탁원제, 이누야샤 완결편 심정민
본명은 불명으로, 히구라시 신사의 책임자. 옛날 물건의 전설이나 유래에 대해 잘 알고 있으며, 히구라시 신사의 골동품이나 전설에 대해 해박하며 부적이나 모조 사혼의 구슬을 팔기도 한다. 하지만 그게 유일한 삶의 낙인듯 하다. 카고메가 전국 시대에 있을 동안에는 학교에서 무단 결석 처리되지 않도록 온갖 병에 걸렸다며 둘러대며 카고메를 보호하고 있다.
카고메의 어머니
성우 : 도도 아사코 / 우정신, 이누야샤 극장판 정유미, 이누야샤 완결편 김성연
본명은 불명. 히구라시 카고메, 히구라시 소타 남매의 어머니이며, 가정 주부이다. 다정한 성격으로 성품이 곱고 인자하고 참하며 따뜻하다. 전국 시대와 현대를 왔다갔다 하는 카고메를 잘 챙겨준다. 이누야샤의 귀를 만지는 것을 좋아한다. 과거에는 카고메와 소타의 아버지랑 청혼 전날에 불화가 있었지만 곧 화해하고 청혼이 이루어졌다고 한다.
유카(한국어 더빙판 로컬라이징 이름 - 지나)
성우: 시미즈 카오리 / 오주연, 이누야샤 완결편 이미나
카고메의 반 친구로, 단발머리. 고등학교 졸업 후에는 아나운서를 지망한다.
에리(한국어 더빙판 로컬라이징 이름 - 애리)
성우: 마스다 유키 / 소연, 이누야샤 완결편 이명희
카고메의 반 친구로, 단발에 머리띠를 하고 있다. 연극 때는 궁녀 역을 맡는다. (공주 역은 카고메)
아유미(한국어 더빙판 로컬라이징 이름 - 유미)
성우: 오카모토 나미 / 우정신, 이현주, 이누야샤 완결편 김성연
카고메의 반 친구로, 곱슬머리. 고등학교 졸업 후에는 통역 분야를 지망한다.
호죠(한국어 더빙판 로컬라이징 이름 - 지석)
성우: 우에다 유지 / 전광주, 이누야샤 완결편 서원석
카고메를 짝사랑하는 같은 학교 친구이다. 카고메를 위해서 온갖 몸에 좋다는 엉뚱한 건강 관련 선물을 다 가져오지만 카고메는 시큰둥하다. 데이트 약속을 카고메와 잡지만 번번히 퇴짜를 맞고 만다. 결국에는 카고메와 연결이 되지 않았지만 마지막에는 여자친구가 생긴다.
사토루(한국어 더빙판 로컬라이징 이름 - 우혁)
성우: (한)오주연
히구라시 소타의 친구로 집 안에서 일어난 화재사건으로 인해 병원에 입원해 있었다. 나중에 소타로부터 퇴원하였다는 얘기가 들렸었다.
마유(한국어 더빙판 로컬라이징 이름 - 유진)
성우: (한)이현주
사토루의 누나. 집 안에서 일어난 화재사건 때 죽은 것으로 알려졌으나 살아있었으며 남동생인 사토루를 없애려고 한다. 하지만 카고메의 도움으로 인해서 무사히 정화된다.

## 주변 인물

### 요괴 퇴치사
산고의 아버지
성우: (한)이상범
본명 불명. 산고, 코하쿠의 아버지이자 퇴치사 마을의 대장. 나라쿠의 요괴에 의해 조종당한 코하쿠에 의해 살해되었다.
코하쿠
성우: 야지마 아키코 / 오주연, 이누야샤 극장판 정유미(2기), 이누야샤 완결편 이지현 반요 야샤히메 정의택
산고의 남동생이다. 나라쿠의 함정에 의해서 한 번 죽었으나 나라쿠가 더럽혀진 사혼의 구슬 조각을 주입하여 살아났다. 나라쿠가 기억을 없애버려 한 때 나라쿠의 충실한 부하로 지냈지만, 갖가지 사건으로 인해서 자신의 손을 철저하게 더럽혔다가 어느 덧 다시 자신의 누나인 산고를 다시 기억해낸다. 목숨을 유지해주던 사혼의 구슬 조각을 다시 나라쿠의 흉계로 인해서 빼앗겨 죽었다가 몸 속에 남아있던 키쿄우의 빛에 의해 살아난다. 나라쿠가 죽고 난 후에는 누나가 1남 2녀를 낳은 이후에 퇴치사 일을 중단하고 가정에 충실하게 되자 독자적으로 키라라를 타고 다니며 요괴 퇴치사가 된다.
히지리
키쿄우와 비슷한 여인 모습을 한 식신. 몸을 움직일 수 없는 동안 자신의 대역으로 사용했다. 키쿄우답게 일개 식신이지만 상당히 강하다. 모습을 많이 가리고 있어 얼굴 등이 거의 보이지 않는다.
코쵸
성우 : (일)마스다 유키 / (한)김성연
동자 모습을 한 식신. 키쿄우의 명령에 절대복종하지만 단순한 식신일 뿐으로 키쿄우가 죽자 소멸한다.
아스카
성우 : (일)시미즈 카오리 / (한)하미경 이누야샤 완결편 서유리
동자 모습을 한 식신. 키쿄우의 명령에 절대복종하지만 단순한 식신일 뿐으로 키쿄우가 죽자 소멸한다.

### 견요족(사기스펙 보유+세계관 최강자 보유+세계관 최강의 요괴족)
투아왕(셋쇼마루와 이누야샤의 아버지)
성우 : 오오츠카 아키오 / 이누야샤 극장판 정승욱
셋쇼마루와 이누야샤의 아버지인 개요괴이자 서국을 지배한 전설적인 대요괴이다. 이누야샤가 태어난 밤 류코츠세이(류세이)를 봉인하기 위하여 싸우다 중상을 입은채 다케마루와 싸우다 죽었다. 이름은 극장판〈천하패도의 검〉공개 이후에 공식 홈페이지에서 토가오우라는 이름이 발표되었으나 그 이후에〈이누야샤의 아버지〉라는 이름으로 돌아가게 되어 진상은 아직 밝혀지지 않았다.
서국을 지배한 전설적인 개 대요괴이고 능력상 이누야샤 세계관 최강이며 개요괴 사이에서 우두머리에 전성기때는 엄청난 활약을 펼쳤던 최강이였던 대요괴이자 이누야샤와 셋쇼마루의 아버지. 엄청나게 강력해서 세가지의 명검(총운아 제외하고는 전부 자신의 이빨이 재료다)을 지니고 있는데 '天'을 뜻하는 하늘을 상징하는 천생아와 '人'을 뜻하는 인간을 상징하는 철쇄아와 '地'를 뜻하는 지계(지하세계, 저승)를 상징하는 총운아. 이렇게 천하패도의 3검을 지니고 있었고 사악한 요괴들과 달리 인간에게 자비심이 있었던걸로 보아 자신의 감정제어의 능력이 뛰어나 완전한 대요괴였을지도 모른다. 극장판 3기에서 나왔듯이 이누야샤가 태어난 밤 류코츠세이를 봉인하기 위하여 빈사 상태의 중상을 입은 찰나 이누야샤의 어머니인 이자요이 공주를 지키기 위해 다케마루와 싸워 죽었다. 이 발단에 의해서 셋쇼마루가 이누야샤를 싫어하게 된 계기이다. 이누야샤의 철쇄아와 셋쇼마루의 천생아의 힘으로 총운아가 봉인된 뒤 환영으로 잠깐 나온다. 이때는 이누야샤가 처음이자 마지막으로 아버지의 모습을 보게 된다.
투아왕의 검들은 괴랄한 스펙을 가지고있는데 이중 으뜸은 설정상의 스펙으로 폭쇄아마저 이기는 이누야샤 세계관 최강의 검 총운아이다.
철쇄아:지능이 있으며 한번 휘두르면 100의 요괴를 벨수있으며 '철쇄아의 비술 바람의상처','철쇄아의 오의 폭류파'를 보유하고 있으며 자신이 벤 상대의 기술+요력을 흡수 완결편에선 천생아를 베고 '명도잔월파'를 흡수한다.
천생아:지능이 있으며 한번 휘두르면 100의 생명을 되살릴수있으며 명계를 여는 '명도잔월파','천생아의 오의 창룡파'가 있고 저승의 존재들만 벨 수있는 검이다.
총운아:지능이 있고 말도 할 수 있으며 철쇄아,천생아처럼 투아왕의 이빨로 만든것이 아닌 태고적의 악령이 깃들어있는 최강의 검. 한번 휘둘러 100의 망자(산송장)를 되살릴수있으며 무한대의 망자를 살릴 수 있고 '총운아의 오의 지옥의 용 옥룡파'를 사용할 수 있다.옥룡파는 '철쇄아의 오의 폭류파'의 수십배의 위력을 낸다.저승의 문을 열 수 있고 총운아로 죽인것들은 전부 망자로 다시 부활한다.망자에게는 이승의 공격이 통하지 않으며 천생아와 총운아로 벨 수 있으나 완전히 없애려면 총운아의 능력으로 저승으로 보내야한다. 설정대로면 폭쇄아를 아무리 휘둘러봐야 망자에게는 해를 못입히기 때문에 망자들이 총운아를 최강의 검으로 만들어준다. 그러나 극장판에서는 너무 사기라 판단, 망자들에게 '불에 녹는 약점+이승의 무기로 공격은 할 수 있으나 죽이진 못한다.'라는 약점을 주었다.
셋쇼마루의 어머니
성우 : (한)서유리
셋쇼마루처럼 완전한 요괴이다. 하늘에 떠있는 궁전에 살며 천상의 요괴들의 지배자이다. 셋쇼마루보다 한수위의 여성으로 차갑고 냉정해 보이지만 잘 삐치는 등 의외로 귀여운 성격을 가지고있다. 애니메이션에서는 완결판에 나온다. 투아왕과 어떻게 헤어지게 되었는지는 나오지 않았고, 이름도 공개되지 않았다.
명도를 열수있는 명도석을 가지고있다. 그리고 셋쇼마루의 어머니는 달의 여신의 형상에 빗대어서 만들었다는 설도 있는데 사실이다.

### 투아왕의 조력자
묘가
성우 : 오가타 켄이치 / 김환진, 이누야샤 완결편 박서진
투아왕과 이누야샤를 따르는 벼룩 요괴이다. 오래 살은 경험으로 똑똑하고 발도 매우 넓지만 덩치가 매우 작고 겁이 많아 위험이 닥치면 먼저 도망간다. 주술에 걸린 사람이나 독이 흐르는 피를 빨아서 정신차리도록 도와준다. 토토사이와 총운아의 칼집과는 자신의 주인에 의해서 친해진 계기이고 거의 밥먹듯이 이누야샤 일행과 같이 있다가 없는 날은 매일마다 토토사이의 대장간에 숨어서 지내고 있어서 이누야샤 일행의 신뢰는 중간수준이지만 결정적으로 묘가의 말이 위험에 빠져있던 이누야샤 일행에게도 도움을 줘서 손해보는 건 아니다. 작중에서 링을 제외하고 유일하게 이누야샤한테 존댓말을 하는 인물. 나락이 죽은 이후에는 토토사이와 함께 다니고 있다.
토토사이
성우 : 야나미 조지 / 윤세웅
철쇄아와 천생아를 만든 대장장이 요괴. 싸울 때는 제련용 망치와 입에서 뿜는 불을 사용한다. 투아왕과 친하므로 그에 대하여 잘 알고 있으며 묘가와 총운아의 칼집과도 친분이 있는 모양. 초반에 셋쇼마루가 철쇄아에 집착하여 있을 때는 신변의 위험에 닥쳐서 언제나 이누야샤 일행에게 곤혹을 주기도 하였지만 셋쇼마루가 링을 만난 뒤 변화하면서 서서히 그 신변의 위협도 누그러졌다. 투아왕과 관련하여 여러가지의 비밀을 알고 있는듯 보였고 틈틈이 이누야샤와 셋쇼마루를 도와주며 진심어린 충고를 해준다. 묘가와 함께 이누야샤 일행에 없어서는 안될 최고의 조력자.
모모(한국어 더빙판 로컬라이징 이름 - 음메)
토토사이가 기르는 소 요괴. 눈이 3개가 있으며, 하늘을 날아다닐 수도 있다. 하늘에서 땅으로 내려올 때는 벼락과 함께 나타난다.
보쿠센오우(한국어 더빙판 로컬라이징 이름은 박선옹)
성우 :  /
2000년 묵은 박나무 대요괴. 투아왕의 오랜 친구로써 토토사이와도 잘아는 관계. 셋쇼마루가 이누야샤와 철쇄아의 관계에 대해 물어본 상대로써 나이에 걸맞게 높은 지식을 갖추고 있다. 극장판 3기에서는 토토사이가 직접 셋쇼마루에게 천생아를 가져다주기 두려워 보쿠센오우가 대신 전하도록 장치해 놓기도 하였다.
총운아의 칼집
성우 - (한)이누야샤 극장판 장승길
이누야샤 극장판 3기에 등장하는 오리지널 캐릭터. 총운아를 봉인해왔던 칼집이었으나 현대시대에서 그만 총운아의 봉인이 풀려서 세상 밖으로 나가게 되자 이누야샤 일행과 함께 총운아를 찾아나서게 된다. 묘가의 성향과 많이 닮아서 겁이 많아 위험할때는 전혀 끼어들려고 하지 않는다.
호센키
이누야샤에게 금강창파를 준 투아왕의 오랜친구인 보석의 대요괴로 온몸이 보석으로 되어있다.
돌의 목소리를 들을 수 있으며 6기에서는 사혼의구슬조각의 소원을 듣고 사혼의구슬조각을 저승으로 데려가 투아왕의 무덤안에 숨는다.
설정상 본디 요괴나 반요는 늙지 않는다고 하지만 설정상 호센키는 늙어죽었다.

### 뇌수 일족
비천 & 만천
성우: (한)김영선, 이상범
일명 '뇌수(雷獸) 형제' 로 불리는 요괴형제고 거친 언행과 자만심으로 인해 주변의 원한을 많이 샀고 싯포의 원수이기도 했다. 사혼의 구슬의 조각을 두고 이누야샤와 혈투를 벌이지만 너무 자만심이 가득찬 나머지 둘 다 이누야샤한테 살해당한다.
창천
성우:
뇌수일족의 마지막 생존자. 아직 어린 꼬마지만 똑똑해서 이누야샤일행을 함정에 빠뜨린다. 싯포의 라이벌. 홍룡이라는 작은 용과 있다.

### 기타 등장인물
호죠 아키토키(한국어 더빙판 로컬라이징 이름 - 아키토)
성우 - 우에다 유지 / 전광주
전국시대의 협객. 호죠(지석)군의 조상이다. 행동이 엉뚱하며 전국시대로 넘어온 카고메를 짝사랑한다. 건곤언월도(2기 극장판에서는 선녀의 날개옷)의 일부인 건의 칼날을 가지고 있다.
히토미코
성우: (한)이누야샤 완결편 김성연
키쿄우에 버금가는 영력을 지닌 무녀. 역시 나라쿠의 추격의 대상이 되어 그 마력으로 죽었으나, 나락의 거미줄로 부활한다. 카고메가 나라쿠의 거미줄을 파마(破魔)의 화살로 제거하자 이에 만족하고 카고메의 품에서 숨을 거둔다.
미도리코(한국어 더빙판 로컬라이징 이름 - 자연)
사혼의 구슬을 만들었다고 알려진 무녀이다. 영력은 키쿄우와 맞먹을 정도의 대무녀로, 죽어서 미라가 되었으며 그 미라는 요괴 퇴치사들의 마을 근처의 동굴 속에 있다. 사혼의 구슬을 차지하려는 요괴들과 수없이 싸워왔고, 완결편에서는 사혼의 구슬 속에서도 요괴들과 끊임없이 싸워왔다고 한다. 이후 카고메가 사혼의 구슬에다가 영원히 사라져 달라는 소원을 빌자 구슬이 소멸함과 함께 비로소 편안한 최후를 맞이한다.
지네요괴
카고메를 전국시대로 끌고와서 카고메가 전국시대 여행을 하게 만든 원흉. 과거에는 사혼의 구슬을 몸 속에 품고 있었고 산고의 할아버지로 추정되는 요괴 퇴치사의 족장에게 퇴치되고 뼈는 우물 속으로 버려진다. 카고메가 사혼의 구슬을 갖고 있다는 걸 알고 빼앗으려고 하나 이누야샤의 산혼철조에 의해 죽는다.
역발(逆髮)의 유라
아비 공주
노부나가
성우: 사성웅
이누야샤와 카고메가 전국시대 무사시 지방에 왔을 때 만났던 소년. '히요시마루(치타)'라는 원숭이를 통해 목욕 중인 카고메의 교복을 가져갔던 것을 계기로 이누야샤 일행과 만났다. 처음에 카고메는 그를 '오다 노부나가' 로 오인하기도 했으나 사실은 이름만 같은 '다케다' 사람이었다. 요괴에 의해 조종당하여 전국의 처녀들을 징집한다는 지방 영주에 의해 잡혀있다는 츠유(이슬) 공주를 구하기 위해 이누야샤 일행과 함께 한다. 어벙하고 매우 하는짓이 바보라서 이누야샤와 카고메한테는 골칫덩어리였지만 좋은 녀석이다.
우라스에
성우: 이진화
노화(老化)가 짙어보이는 피부에 커다란 눈동자와 회색의 머리칼을 가진 노파 요괴. 이누야샤와 카고메가 있는 마을로 들어가 키쿄우의 유골을 훔쳐낸 장본인으로 키쿄우의 유골을 이용하여 그녀를 부활시키는데 성공했으나 혼(魂)이 존재하지 않는다는 것을 이용하여 카고메를 납치해 그녀의 혼(魂)을 키쿄우에게로 이식시켜서 완전한 부활에 성공했지만 정작 자신은 그런 키쿄우에 의해 죽게 되었다. 나중에 키쿄우의 몸에 이식된 카고메의 혼(魂)은 다시 카고메의 몸으로 이식하게 되었지만 키쿄우는 이후에도 우라스에의 술법 영향으로 인해 죽은 몸이면서도 살아있는 모습을 보이게 되었으며 동시에 카고메와 이누야샤를 두고 신경전을 벌이는 계기를 만들기도 했다.
무신 스님
술버릇이 고약한 스님. 미로쿠의 아버지가 카자아나(풍혈)에 빨려 들어가 세상을 떠난 뒤 미로쿠가 그 저주를 물려받자 미륵의 오른손의 풍혈을 염주로 봉하며 미륵을 보살펴준다. 미코루를 볼 때마다 미륵의 풍혈을 살피며 수명이 얼마 남지 않았다는 둥 농담을 하는 엉뚱한 성격을 지녔지만, 알고보면 미코루를 걱정하는 등 따뜻한 마음을 지녔다. 미로쿠의 나쁜짓은 모두 이 스님한테서 배운 것. 나라쿠가 환영으로 무신 스님의 절에서 미로쿠의 아버지가 풍혈에 빨려 들어가는 걸 보여줘 산고를 궁지로 몰아넣었다.
오니구모
성우: 홍시호
본래 도적질을 했던 인물이다. 온몸에 화상을 압고 절벽에 떨어졌지만, 키쿄우가 목숨을 살려주었다. 그런데 온몸을 붕대로 감아서 제대로 움직이지도 못하므로, 겨우겨우 말만 하는 나날을 보냈다. 키쿄우를 짝사랑했으나 사악한 마음을 품고 요괴들에게 자신의 몸을 바쳐 나락이 태어난 까닭이며, 작중에서 나오는 모든 악행의 서막이다. 물론 등장인물들 모두에게는 숙적이다. 오니구모는 결국 나라쿠의 심장이였다.
지넨지
성우 : 윤세웅
이누야샤와 카고메가 나라쿠와 싸우다 다친 산고와 키라라를 회복시킬 약초를 구할 목적으로 한 마을에 들리게 되었을 때 등장했으며 이누야샤와 마찬가지로 반인반요(半人半妖)이지만 커다란 체구와 흉터자국이 가득해 보이는 피부, 푸른눈을 가진 모습이며 인간인 노모(老母)와 함께 약초밭에서 농사를 지으며 살고 있다. 마음씨가 착하고 다정하지만 주변 마을사람들로부터 반요라는 이유로 온갖 박해와 잔인한 언동으로 인해 상처를 받은 기억이 있으며 이누야샤와 카고메가 마을에 들렸을 때는 식인요괴가 했던 행적을 오히려 자신이 했던 것으로 오인받아 마을 사람들로부터 증오의 대상이 되기도 했다. 항상 위험에 처할 때마다 노모를 부르는 등 노모에게 의지하는 성격이나 나중에 마을에 식인요괴가 등장하면서 식인요괴와의 혈투에서 가까스로 이겨내며 마을사람들의 오해를 풀어내게 된다.(이누야샤 일행의 도움을 얻은 것도 큰 역할을 했다.) 이누야샤 완결편 마지막 부분에서는 무녀가 된 카고메와 함께 다시 등장하였다.
카이진보
성우 - 장광
이누야샤의 철쇄아, 셋쇼마루의 천생아를 만든 토토사이의 제자였다. 토토사이 문하생으로 살아갈 때, 항상 사악한 검(劍)을 만든다는 이유로 토토사이에게 쫓겨났다. 그 뒤로는 혼자서 움직인다. 셋쇼마루의 요청에 따라 죽은 오심귀의 이빨로 만들어낸 투귀신을 만들어낸다. 그러나 투귀신에 깃들어진 오심귀의 영혼에 조종당해 이누야샤와 싸우다가 몸이 산산조각 나 죽는다. 호죠 아키토키가 갖고 있던 건곤언월도 역시 카이진보가 만든 것이다.
류코츠세이(한국어 더빙판 로컬라이징 이름 - 류세이)
성우 - 성완경
이누야샤와 셋쇼마루의 아버지인 투아왕의 숙적. 거대한 용 요괴로 피부가 강철보다도 단단하다. 이누야샤가 태어난 날 투아왕에게 봉인당했다(이 전투에서 투아왕도 중상을 입는다). 후에 이누야샤가 철쇄아를 가볍게 만들기 위해 봉인되어 있는 류코츠세이의 심장을 꿰뚫으러 왔을 때, 나라쿠에 의해 봉인에서 풀려나 이누야샤를 공격한다. 결국 이 전투에서 이누야샤가 새로 익힌 비기 폭류파에 의해 최후를 맞는다.
츠바키
성우 - 윤소라
이누야샤가 봉인되었던 50년 전에 키쿄우와 싸우다가 졌던 흑무녀다. 사랑을 하면, 목숨을 빼앗기는 저주를 키쿄우에게 걸었다. 이 때문에 키쿄우가 이누야샤를 사랑하다 나라쿠에게 쓰러졌다. 이후 나라쿠에게 사혼의 구슬을 받아 카고메를 이용하여 이누야샤를 제거하려 했지만 이에 실패하면서 사혼의 구슬을 통해 영원한 젊음을 유지하려 했으나 결국 마지막에 나락의 배신과 함께 이누야샤의 폭류파로 육신이 노화(老化)되고 서서히 소멸된다.
이자요이
성우: (일) 극장판 이노우에 키쿠코 / (한)김윤미 극장판 정유미
이누야샤의 어머니이자 어떤 나라에서 공주였던 여성이다. 어떻게 셋쇼마루와 이누야샤 아버지와 만났는지 어떻게 되었는지 알 수는 없지만 결국에는 만나서 이누야샤를 탄생시킨 여인이고 극장판 3기에서 매우 아름다운 공주로 나온다. 그런데 타케마루는 이 공주를 짝사랑하다가, 목숨까지도 빼앗는다. 셋쇼마루와 이누야샤의 아버지가 지니고 있었던 천생아에 의해서 다시 살아나게 되는데 인간이라 죽게 된다. 자켄이 셋쇼마루를 위해 철쇄아의 행방을 알아 내려고 요괴 모녀에게 이자요이의 모습을 잠시 빌리게 해 이누야샤를 이용했다.
쇼가
묘가를 찾아다녔던 벼룩 할멈. 젊었을 때 약혼자인 묘가를 쫓아다녔으나 묘가는 항상 도망만 다녔다. 65화에 등장하여 이누야샤 일행을 조종하여 묘가를 붙잡으려 하나 결국 정체가 탄로나고 만다. 이후 이누야샤 일행의 도움으로 묘가와 혼례를 올리게 되나 묘가는 또 도망가 버린다. 원작에는 등장하지 않는 애니메이션 오리지널 캐릭터
약로독선
약과 독을 자유자재로 다루는 요괴 신선. 웬만해선 사람한테 마음을 열지 않는 성격이나 여자한텐 관대함. 산고가 비뢰골에 용독을 발라 망가진 걸 고쳐 준다. 미륵에게 약을 먹여 풍혈로 독을 흡수해도 고통을 못 느끼게 해 준다.(단, 상처가 나은 건 아니라 고통을 못 느껴도 독기로 인한 상처는 점점 심장에 닿기 직전이었다.)
시신키
과거 이누야샤와 셋쇼마루의 아버지 투아왕과의 싸움에서 패한 요괴. 그 대결로 인해 얼굴의 반쪽을 잃어 가면을 쓰고 다닌다. 셋쇼마루가 명도잔월파 기술을 제대로 사용 못하고 있는 걸 알게 되고 천생아의 비밀을 말하며 셋쇼마루를 이간질한다. 그리고 투아왕이 본래 자신의 기술이었던 명도잔월파를 빼앗았다며 셋쇼마루를 공격하나 이누야샤가 가진 철쇄아의 힘으로 완성된 셋쇼마루의 완전한 명도에 빨려 들어가며 최후를 맞는다.
마가츠히(곡령)
사혼의 구슬의 어둠의 면을 지닌 존재. 카고메의 영력을 봉인하였다. 코하쿠를 조종한다. 이누야샤도 조종하려 하나 셋쇼마루가 잃어버린 왼팔을 되찾음과 동시에 생겨난 폭쇄아로 인해 상처를 입었고 나라쿠의 몸속에서 천생아에 베여 사라진다.

## 극장판
여기에서는 이누야샤 극장판 1기 ~ 4기까지 등장하는 오리지널 캐릭터들이다.

### 효오가 일족
효오가
성우 - 이누야샤 극장판 ???
이누야샤 극장판 1기에 등장하는 메노우마루의 아버지이며 대륙(중국)의 대요괴이며 나방요괴이다. 200년전 영혼을 먹기 위해 겐이라는 요괴군단을 이끌고 일본으로 쳐들어왔다. 그런데 쳐들어가도 하필이면 투아왕이 다스리던 서국으로 쳐들어가서 투아왕(본모습)과 3일 밤낮으로 엄청 치열하게 싸웠고 날씨도 폭풍과 비구름이 쏟아졌다고 한다. 투아왕은 당시 천하패도의 검을 지녔음에도 인간 모습이 아닌 개요괴 모습으로 싸웠는데 투아왕이 결국 효오가를 자신의 어금니로 봉인시켜 시대수에 봉인하였다고 한다. 효오가는 그 여파로 육체는 소멸되었고 육체가 아닌 효오가의 강력한 요력을 봉인하였다고 보면 된다. 효오가는 완벽한 생김새 목소리 기술등이 나오지 않는다. 다만 투아왕과 싸우는 흐릿한 모습으로 나온다.효오가 일족은 세대가 흐를 수록 더욱 강해지는 특이한 일족이다. 그 이유는 아버지 효오가의 요력 + 아들 메노우마루의 요력 부모와 자식의 요력이 합해지기 때문이다.
메노우마루
성우 - (한) 이누야샤 극장판 정명준
이누야샤 극장판 1기에 등장하는 오리지널 캐릭터 나방요괴. 몽고족이 세웠던 원(元)나라가 일본정벌에 나섰을 때 일본에 건너왔으며 이누야샤의 아버지인 투아왕과도 연관이 있는듯 하다. 셋쇼마루도 아는듯 하며 봉인당한 아버지 효오가의 봉인을 풀기위하여 다른 적(요괴)과는 달리 사혼의 구슬이 아닌 파괴의 송곳니 철쇄아를 노리고 있다. 가영과 키라라를 세뇌시켜 조종을 하게 만들었으며 셋쇼마루와 같은 생각인지 진정 강한요괴는 사혼의 구슬을 필요로 하지 않는다 라고 말하며 구슬조각에는 관심이 없는듯 하다. 이누야샤와 전투를 하여 기절시켰을 정도로 강력한 요괴이다. 이때 이누야샤가 당할걸보고 반요라고 깔봤다가 큰 코 다치고 묘가가 제시한 방도대로 가영이와 이누야샤가 합쳐서 이누야샤는 폭류파로 가영이는 파마의 영력이 강하게 담긴 화살을 맞고 죽는다.
루리 & 하리(메노우마루의 부하)
성우 - (한) 이누야샤 극장판 여민정(루리) / 한채언(하리)
이누야샤 극장판 1기에 등장하는 오리지널 캐릭터.
-루리- 
푸른색 머리와 옷을 걸치고 있는 메노우마루의 부하. 상대방의 능력을 모방하는 능력을 가졌으며 하리와 셋쇼마루를 공격하다 역으로 독채찍에 맞고 죽었는데 메노우마루가 부활시켜주었다. 후에 미로쿠와 맞서면서 풍혈(風穴)을 모방하여 이누야샤들을 공격하게 된다. 마지막에 결국 지나친 욕심을 부려 풍혈을 찢어 더 크게 만들어서 결국 자기가 복사한 풍혈에 빨려들어갔다.
-하리- 
연보랏빛 머리와 분홍색 옷을 걸치고 있는 메노우마루의 부하. 상대방의 능력을 세뇌하고 조종하는 능력을 가졌으며 루리와 셋쇼마루를 공격하다 역으로 독채찍에 맞고 당해버린다. 메노우마루가 부활시켜주고 후에 키라라를 조종하여 산고와 싸우게 하였다. 마지막에 산고의 비뢰골에 맞아 죽나 싶었지만 죽지 않고 공격을 할려는 순간 메노우마루가 영혼을 빼내어서 흡수하는 바람에 죽었다.

### 천공의 공주
카구야 공주(한국어 더빙판 로컬라이징 이름 - 월희 공주)
성우 - 이누야샤 극장판 양정화
이누야샤 극장판 2기에 등장하는 오리지널 캐릭터. 통칭 '천공(天空)의 공주'. 거울을 통해 나타나는 반요괴이며 항상 보름달을 뜨게 하고 타인을 조종하며 상대방을 마음대로 조종하는 능력을 지녔다. 그녀의 목표는 몽환성의 부활이며 그것을 위해서는 5개의 보물(용수의 구슬, 봉래옥의 나뭇가지, 불쥐의 옷, 제비조개, 보살의 석잔)을 가지는 것으로 그 중에서 이누야샤가 입고 있는 불쥐옷을 노리고 있다. 후에 나라쿠가 다시 등장해서 이누야샤 일행이 고전하나 이누야샤가 날린 폭류파를 흡수해서 공격하려고 하였지만 다시 날린 바람의 상처와 카고메의 파마의 영력이 지닌 카구야 공주의 거울, 즉, 그 무기를 미로쿠의 석장(활로 대행했었고 후에 되찾는다.)으로 부셔버리는 바람에 이누야샤의 아까 날린 폭류파 + 바람의 상처로 되받아쳐서 그만 육체를 잃는다. 하지만 카고메의 몸으로 다시 부활하고자 하였고 나락이 나서서 더 골치 아프게 되었지만 이누야샤가 나라쿠를 바람의 상처로 쳐버리고 미륵의 풍혈로 다시 빨아들여서 죽고 만다.

### 천하패도의 검
소오운가(총운아)
성우 - 이누야샤 극장판 한상덕
이누야샤 극장판 3기에 등장하는 오리지널 캐릭터. 이누야샤와 셋쇼마루의 아버지 투아왕이 가지고 있던 천하패도의 검(劍) 3가지 중 하나이며 원래부터 투아왕이 가지고 있었던 검이다. 한때 카고메의 집에서 발견되었는데 그녀의 할아버지가 꺼내놓게 되면서 봉인이 풀리게 되어 세상으로 나가게 되었고 한때 이누야샤가 이 검을 잡았다가 총운아에 의해 조종된 적이 있었으나 유가영이 언령(오스와리!(앉아!))을 내리게 되면서 풀려나게 된다. 총운아의 봉인은 오직 철쇄아와 천생아가 힘을 합쳤을 때 가능하며 저승의 문이 열려야 한다.
타케마루
전국시대 용병 출신으로 한때 이자요이를 사랑하였으나 그녀가 개 대요괴인 투아왕의 두 번째 부인으로 결혼하게 되면서 투아왕을 원망하여 그와 싸우다가 죽었다. 총운아의 힘으로 다시 되살아나고 셋쇼마루의 왼팔을 붙여 이누야샤 일행들을 공격하나 실패로 끝난다.

### 봉래도 투신들
류라(한국어 더빙판 로컬라이징 이름 - 용라)
성우 - (한) 김기흥
이누야샤 극장판 4기에 등장하는 오리지널 캐릭터. 50년에 한 번 나타난다는 인간과 요괴가 공존했다는 신비의 섬 '봉래도'를 지배하는 4대 투신(鬪神) 중의 하나로 그 중에서 맏형이자 섬의 수장으로 있는 인물. 푸른색 머리에 매서운 눈가를 지니고 있고 이마에 푸른색 다이아 모양의 무늬가 새겨져 있다.
쿄라(한국어 더빙판 로컬라이징 이름 - 흉라)
성우 - (한) 박성태
이누야샤 극장판 4기에 등장하는 오리지널 캐릭터. 봉래도 4대 투신 중 둘째로 붉은 머리를 가졌고 이마에 붉은색 다이아 무늬가 있다. 사디스트 근성이 있으며 셋쇼마루를 표적으로 삼는다.
쥬라(한국어 더빙판 로컬라이징 이름 - 수라)
성우 - (한) 현경수
이누야샤 극장판 4기에 등장하는 오리지널 캐릭터. 봉래도 4대 투신 중 셋째이며 흑백 무늬의 머리를 가졌고 이마에 하얀색 다이아 무늬가 있다. 저돌적이자 호전적인 성격을 가졌다.
고라(한국어 더빙판 로컬라이징 이름 - 강라)
성우 - (한) 이호산
이누야샤 극장판 4기에 등장하는 오리지널 캐릭터. 봉래도 4대 투신 중 막내로 인간 모습을 한 형들과는 달리 거대한 바다거북의 형상을 하고 있다.
아사기
성우 - (한) 윤여진
이누야샤 극장판 4기에 등장하는 오리지널 캐릭터. 이누야샤와 같은 반요(半妖) 소녀이며 청록색 머리를 가졌고 이누야샤와 마찬가지로 목에 염주를 걸고 있다. 4대 투신들에 의해 다른 아이들과 함께 봉래산에 억류되었다.
다이
성우 - (한) 김현심
이누야샤 극장판 4기에 등장하는 오리지널 캐릭터. 역시 반요(半妖) 소년으로 4대 투신에 의해 아사기와 함께 봉래산에 억류되어 있었다.
로쿠
성우 - (한) 이누야샤 극장판 김보영
이누야샤 극장판 4기에 등장하는 오리지널 캐릭터. 다이와 쌍둥이 관계에 있는 반요 소년으로 그 역시 다른 아이들과 함께 봉래산에 억류되어 있었다.
시온
성우 - (한) 이누야샤 극장판 안영미
이누야샤 극장판 4기에 등장하는 오리지널 캐릭터. 보라색 머리에 작은 양각(兩角)을 가진 반요 소년이며 성격상 소심하고 조용한 소년이었지만 마지막에는 용기를 내어서 4대 투신들에게 저항하게 된다.
모에기
성우 - (한) 이누야샤 극장판 이소은
이누야샤 극장판 4기에 등장하는 오리지널 캐릭터. 올리브색 머리를 가진 반요 소녀로 다른 아이들과 마찬가지로 4대 투신들에 의해 봉래산에 억류되어 있었다. 조숙한 성격이 짙은 편.
아이
성우 - (한) 이누야샤 극장판 김현지
이누야샤 극장판 4기에 등장하는 오리지널 캐릭터. 쪽빛 머리를 가진 나이 어린 반요 소녀이며 봉래산에 남은 아이들 중 가장 나이가 어린 편이었기 때문에 4대 투신의 억류 대상이 아니었지만 언니, 오빠들을 걱정하는 마음 때문에 정작 자신은 나가려 하지 않는다.